# Masami Yūki
Masami Yūki (ゆうきまさみ Yūki Masami, nombre real Shūji Satō (佐藤修司 Satō Shūji)) es un mangaka nacido el 19 de diciembre de 1957 en la ciudad de Kutchan, en el distrito de Abuta, de la región de Hokkaidō en Japón. Forma parte del grupo Headgear.

## Mangas
- Aliens on Your Side (1 tomo)
- Assemble Insert (アッセンフル・インサート) (1 tomo)
- Tetsuwan Birdy / Birdy the Mighty (鉄腕バーディー) (11 tomos a diciembre de 2005)
- Doyō Wide Satsujin Jiken (1 tomo)
  - Doyō Wide Satsujin Jiken: Kyōto Waraningyō Satsujin Jiken (1 tomo)
- Jaja Uma Grooming Up! (じゃじゃ馬グルーミン★UP!) (26 tomos, 11 bunkoban)
- Kyūkyoku Chōjin R (究極超人あ～る) (5 tomos)
- Magical☆Lucy (マジカル・ルシィ) (1 tomo)
- Mariana Densetsu (3 tomos)
- Pangea no Musume Kunie (パンゲアの娘 KUNIE) (5 tomos)
- Parody World (ぱろでぃわぁるど) (1 tomo)
- Mobile Police Patlabor (機動警察パトレイバ―) (22 tomos, 11 bunkoban)
- Yamato Takeru no Bōken (ヤマトタケルの冒険) (1 tomo)
- Yūki Masami no Hateshinai Monogatari (ゆうきまさみのはてしない物語) (2 tomos)